# Halacaridae
Famille
Les Halacaridae sont une famille d'acariens aquatiques. La plupart des 1 100 espèces sont marines.

## Liste des genres
Selon Ilse Bartsch
- Acarochelopodinae Bartsch, 1977
  - Acarochelopoda Angelier, 1954
- Actacarinae Viets, 1939
  - Actacarus Schulze, 1937
- Anomalohalacarinae Bartsch, 1985
  - Anomalohalacarus Newell, 1949
- Astacopsiphaginae Viets, 1931
  - Astacopsiphagus Viets, 1931
- Australacarinae Otto, 2000
  - Australacarus Bartsch, 1987
  - Colobocerasides Viets, 1950
- Copidognathinae Bartsch, 1983
  - Acarothrix Bartsch, 1990
  - Copidognathus Trouessart, 1888 synonyme Pontacarus Lohmann, 1901
  - Copidognathides Bartsch, 1976
  - Werthella Lohmann, 1907
- Enterohalacarinae Viets, 1938
  - Enterohalacarus Viets, 1938
- Halacarinae Murray, 1877
  - Agauides Bartsch, 1988
  - Agauopsis Viets, 1927
  - Arhodeoporus Newell, 1947 synonyme Copidognathopsis Viets, 1927 & Plegadognathus Morselli, 1981
  - Atelopsalis Trouessart, 1896
  - Bathyhalacarus Sokolov & Yankovskaya, 1968
  - Camactognathus Newell, 1984
  - Coloboceras Trouessart, 1889
  - Halacarellus Viets, 1927
  - Halacaroides Bartsch, 1981
  - Halacaropsis Bartsch, 1996
  - Halacarus Gosse, 1855
  - Pelacarus Bartsch, 1986
  - Thalassarachna Packard, 1871
- Halixodinae Viets, 1927
  - Agaue Lohmann, 1889 synonyme Polymela Lohmann, 1901
  - Halixodes Brucker & Trouessart, 1899
  - Bradyagaue Newell, 1971
  - Parhalixodes Laubier, 1960
- Limnohalacarinae Viets, 1927
  - Amlimnohalacarus Fain & Lambrechts, 1987
  - Hamohalacarus Walter, 1931
  - Himejacarus Imamura, 1957
  - Limnohalacarus Walter, 1917
  - Parasoldanellonyx Viets, 1929
  - Soldanellonyx Walter, 1917 synonymes Stygohalacarus Viets, 1934 & Pseudosoldanellonyx Sokolov & Yankovskaya, 1970
- Lohmannellinae Viets, 1927
  - Lohmannella Trouessart, 1901 synonyme Leptognathus Hodge, 1863 nec Swainson, 1839 (Pisces)
  - Scaptognathides Monniot, 1972
  - Scaptognathus Trouessart, 1889
  - Xenohalacarus Otto, 2000
- Mictognathinae Otto, 1999
  - Mictognathus Newell, 1984
- Porohalacarinae Viets, 1933
  - Caspihalacarus Viets, 1928
  - Lobohalacarus Viets, 1939 synonyme Walterella Romijn & Viets, 1924
  - Porohalacarus Thor, 1922
  - Troglohalacarus Viets, 1937
- Porolohmannellinae Viets, 1933
  - Porolohmannella Viets, 1933 synonyme Leptognathus Kramer, 1879 nec Swainson, 1839 (Pisces)
- Rhombognathinae Viets, 1927 
  - Isobactrus Newell, 1947
  - Metarhombognathus Newell, 1947
  - Rhombognathus Trouessart, 1888
  - Rhombognathides Viets, 1927 synonyme Rhombognathoides
  - Rhombognathopsis Viets, 1927
- Ropohalacarinae Bartsch, 1989
  - Ropohalacarus Bartsch, 1989:227
- Simognathinae Viets, 1927
  - Acarochelopodia Angelier, 1954
  - Acaromantis Trouessart, 1893
  - Simognathus Trouessart, 1889 synonyme Ischyrognathus Trouessart, 1889
- Spongihalacarinae Otto, 2000
  - Spongihalacarus Otto, 2000
- Sous-famille indéterminée
  - Acanthohalacarus Bartsch, 2001
  - Arenihalacarus Abe, 1991
  - Corallihalacarus Otto, 1999
  - Katharinera Vercammen-Grandjean, 1976
  - Makarovana Kocak & Kemal, 2008 nouveau nom de Acanthopalpus Makarova, 1978 préoccupé par Acanthopalpus Ausserer, 1871 (Araneae)
  - Peregrinacarus Bartsch, 1999:225
  - Phacacarus Bartsch, 1992
  - Thalassacarus Newell, 1949
  - Thalassophthirius Behan-Pelletier, 1989
  - Tropihalacarus Otto & Bartsch, 1999
  - Velardeacarus Gil & Mane-Garzon, 1980
  - Werthelloides Bartsch, 1986
  - Winlundia Newell, 1984